# پوینتزپس

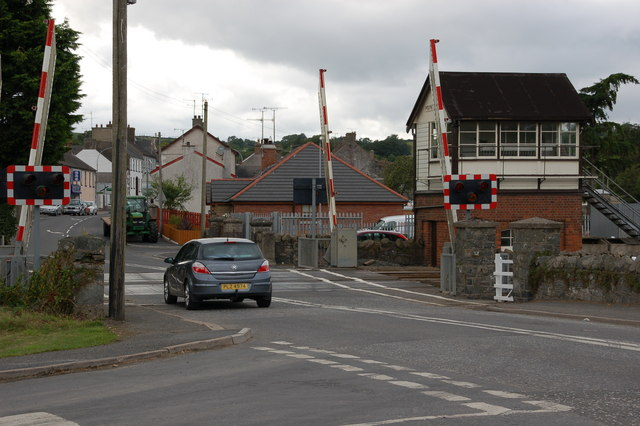
.

پوینتزپس (انگلیسی: Poyntzpass) یک روستای کوچکی در مرز بین شهرستان آرما و شهرستان داون در ایرلند شمالی است.